# Titan Publishing Group
«Titan Publishing Group» — є незалежним британським видавництвом, заснованим у 1981 році. З головним офісом у Лондоні. У розділі "книги" має два основних напрямки видавничої діяльності: кіно і телебачення довідники; і графічні романи та комікси. Компанія є підрозділом «Titan Entertainment Group», яка також володіє Titan Magazines. З 2016 року, редакційним директором «Titan Books» є Лора Прайс.

## Titan Books

### Кіно, телебачення та відеоігри пов'язані
Titan Books є видавцем довідників до фільмів, відеоігор і телесеріалів. Станом на 2011 рік компанія випускає в середньому від 30 до 40 таких найменувань на рік у різних форматах.

Анонсовані авторські комікси:
- The Art of Death Stranding
- Assassin's Creed: The Essential Guide
- The Art of Days Gone
- The Art of Dauntless
- The Cinematic Art of Starcraft
- Marvel Contest of Champions: The Art of the Battlerealm
- The Art of Battlefield V
- The Art of Assassin's Creed Odyssey
- Life is Strange: Welcome to Blackwell Academy
- Shadow of the Tomb Raider The Official Art Book
- Marvel's Spider-Man: The Art of the Game
- Star Trek: Lost Scenes
- The Art of Ni no Kuni II: REVENANT KINGDOM
- The Art of Ratchet & Clank
- Tales From The Sea of Thieves
- The Art of Assassin's Creed Origins
- The Movie Art of Syd Mead: Visual Futurist
- Firefly: Back From the Black
- The Art of Prey
- Star Trek - All Good Things: A Next Generation Companion
- The Legend of Zelda: Art & Artifacts
- The Art of Gears of War 4
- The Art of Titanfall 2
- The Art of Deus Ex Universe
- The Art of Tom Clancy's The Division
- Rise of the Tomb Raider: The Official Art Book
- The Art of Fable Legends
- The Art of Assassin's Creed Syndicate
- Resident Evil Revelations: Official Complete Works
- EVE Universe: The Art of New Eden (Eve: Universe)
- Resident Evil 6: Graphical Guide
- The Art of Total War: From the Samurai of Japan to the Legions of the North
- The Art of Assassin's Creed: Unity
- Destiny: The Poster Collection (Insights Poster Collections)
- The Art of Alien: Isolation
- The Art of Jim Burns: Hyperluminal
- Dark Shepherd: The Art of Fred Gambino
- EVE: Source
- The Art of Castlevania: Lords of Shadow
- The Art of Titanfall
- The Art of Thief
- Steampunk Style: The Complete Illustrated guide for Contraptors, Gizmologists, and Primocogglers Everywhere!
- The Art of Battlefield 4
- The Art of Assassin's Creed IV: Black Flag
- The Art of Akaneiro
- The Art of Dead Space
- The Art of Assassin's Creed III
- Awakening: The Art of Halo 4
- Halo: The Great Journey...The Art of Building Worlds
- Out of the Forests: The Art of Paul Bonner
- Comics Creators on Fantastic Four
- Comics Creators on Spider-Man

### Комікси, мистецтво та художня література
Діапазон художньої літератури «Titan Books» включає романи таких фільмів, як «Термінатор: Спасіння», «Залізна людина», «Цілком таємно: Я хочу вірити» та «Темний лицар». 
Titan також видає журнали про анімацію, популярну культуру, колекціонування та мистецтво коміксів та фентезі. 

#### Передрук колекції коміксів
- Beetle Bailey: Daily & Sunday Strips
- The Complete Flash Gordon Library
- Hägar the Horrible: The Epic Chronicles: The Dailies
- Mandrake The Magician
- The Simon & Kirby Library
- Tarzan - The Complete Burne Hogarth Sundays and Dailies Library

## Titan Comics
«Titan Books» також публікує збірки та графічні романи у Великій Британії та США під відбитком «Titan Comics». Компанія має понад 1000 графічних романів. Її серії включають таких ліцензованих персонажів та власності, як Бетмен, Доктор Хто, Family Guy, Heroes, Немі, Супермен, Суддя Дредд та інших персонажів 2000 AD, комікси Vertigo: Sandman, The Simpsons, Зоряні війни, Tank Girl, The Real Ghostbusters, Черепахи-ніндзя, Трансформери, Ходячі мерці, Life Is Strange, Roy of the Rovers, Герої WWE та World of Warcraft. Окрім ліцензованих серій, «Titan Comics» також публікує серіали, що належать творцям, таких як «Bloodthirsty: One Nation Under Water» (2015–2016) та «Людина плюс» [Архівовано 25 вересня 2019 у Wayback Machine.] (2015–2016).